# Большая энциклопедия Португалии и Бразилии
Большая энциклопедия Португалии и Бразилии (порт. Grande Enciclopédia Portuguesa e Brasileira) — многотомная универсальная португалоязычная энциклопедия.
Первоначально была издана в 37 томах в период с 1937 по 1957 год в Лиссабоне и Рио-де-Жанейро. В 1958—1960 годах вышло 3 дополнительных тома. В 1964 году было начато издание четырёхтомного приложения к энциклопедии, в статьях томов которого основное внимание было уделено Бразилии и биографиям выдающихся бразильских деятелей. В 1981—1987 годах было издано 10 дополнительных томов, актуализирующих статьи энциклопедии сообразно изменениям в мире. В 1998—1999 годах были изданы очередные 6 дополнительных «актуализирующих» томов. С 1988 по 1997 год выходил ежегодник энциклопедии с основными новостями за прошедший год, в 2000 году вышла так называемая «Книга тысячелетия»; до 1992 года права на издание энциклопедии принадлежали издательству Enciclopédia, с 1993 по 2000 годы — издательству Edições Zairol, с 2001 года — издательству Página Editora.
Несмотря на то, что формально энциклопедия носит универсальный характер, на деле в её статьях основное внимание уделено Португалии и Бразилии и вопросам, так или иначе связанным с ними, а какие-либо универсальные темы также рассматриваются преимущественно в «португало-бразильском ключе»: например, подробнее всего описаны география, флора и фауна именно этих двух стран, а также теперь уже бывших португальских колоний. Энциклопедия одновременно выполняет роль словаря португальского языка, в ней даётся толкование различных специфических его слов, включая технические термины и даже слэнговые выражения. В энциклопедии уделено большое внимание истории и культуре португалоязычного мира, биографиям важных (в том числе находившихся в живых на момент издания энциклопедии) деятелей Португалии и Бразилии.
Энциклопедия содержит более 15 000 иллюстраций. Среди авторов статей первого издания были многие деятели науки и культуры Португалии и Бразилии середины XX века, однако ни одна из статей энциклопедии не подписана.